# Fethard (ort i Irland, Munster)
Fethard (iriska: Fiodh Ard) är en ort i republiken Irland.   Den ligger i provinsen Munster, i den centrala delen av landet, 140 km sydväst om huvudstaden Dublin. Fethard ligger 64 meter över havet och antalet invånare är 1 541.
Terrängen runt Fethard är platt åt nordväst, men åt sydost är den kuperad.Runt Fethard är det glesbefolkat, med 13 invånare per kvadratkilometer. Närmaste större samhälle är Cluain Meala, 12,5 km söder om Fethard. Trakten runt Fethard består i huvudsak av gräsmarker.